# Elise Breuer
Elise Breuer bzw. Else Breuer (31. Mai 1872 in Münster – nach 1914) war eine deutsche Opernsängerin (Sopran).

## Leben
Schon frühzeitig machte sich ihre unverkennbare musikalische Begabung geltend. Nachdem sie zuerst in Münster, später in Dresden bei August Iffert die nötigen Kenntnisse erlangt hatte, begab sie sich 1886 zur weiteren Ausbildung zu Julius Stockhausen nach Frankfurt.
Nach zweijähriger Ausbildung gab sie ihr erstes Konzert in ihrer Heimatstadt. Auf spezielle Anregung von Heinrich Gudehus betrat sie in Bremen 1890 zum ersten Mal die Bühne und wurde dort engagiert. 1891 kam sie nach Sondershausen, 1892 nach Halle, 1896 nach Basel und 1897 nach Braunschweig, wo sie bis 1900 blieb. von 1900 bis 1905 war sie Mitglied der Bayerischen Hofoper München. Danach arbeitete sie von Berlin aus gastierend bis etwa 1914.
In Bayreuth trat sie 1899 als „Ortlinde“ in der Walküre und als „Soloblume“ im Parsifal auf. 1908 und 1910 sang sie bei den Münchner Wagner-Festspielen.